# Laurits Andersen Ring
Laurits Andersen, dit L. A. Ring, (né le 15 août 1854 à Ring, Seeland — mort le 10 septembre 1933, à Sankt Jørgensbjerg Sogn, Seeland) est un peintre symboliste danois. En 1881, il prend le nom de sa ville natale et est depuis connu comme L. A. Ring.

## Biographie
Pour un temps, il a vécu à Baldersbrønde près de Hedehusene dans le bâtiment d'une ancienne école, qui sera par la suite la demeure d'un autre peintre, Ludvig Find. Ring a réalisé plusieurs peintures de ces deux villes.
La majorité de ces tableaux décrit la vie rurale et les paysages du sud du Seeland de Præstø à Næstved. Il y a plusieurs exemples de son œuvre dans pratiquement tous les musées d'art du Danemark en incluant la Collection Hirschsprung à Copenhague.
Il fut étudiant à l'Académie royale des beaux-arts du Danemark de 1875 à 1877 puis de 1884 à 1885.
Il s'est marié le 25 juillet 1896 avec la peintre Sigrid Kähler, qui était la fille du céramiste Herman Kähler.

## Peintures

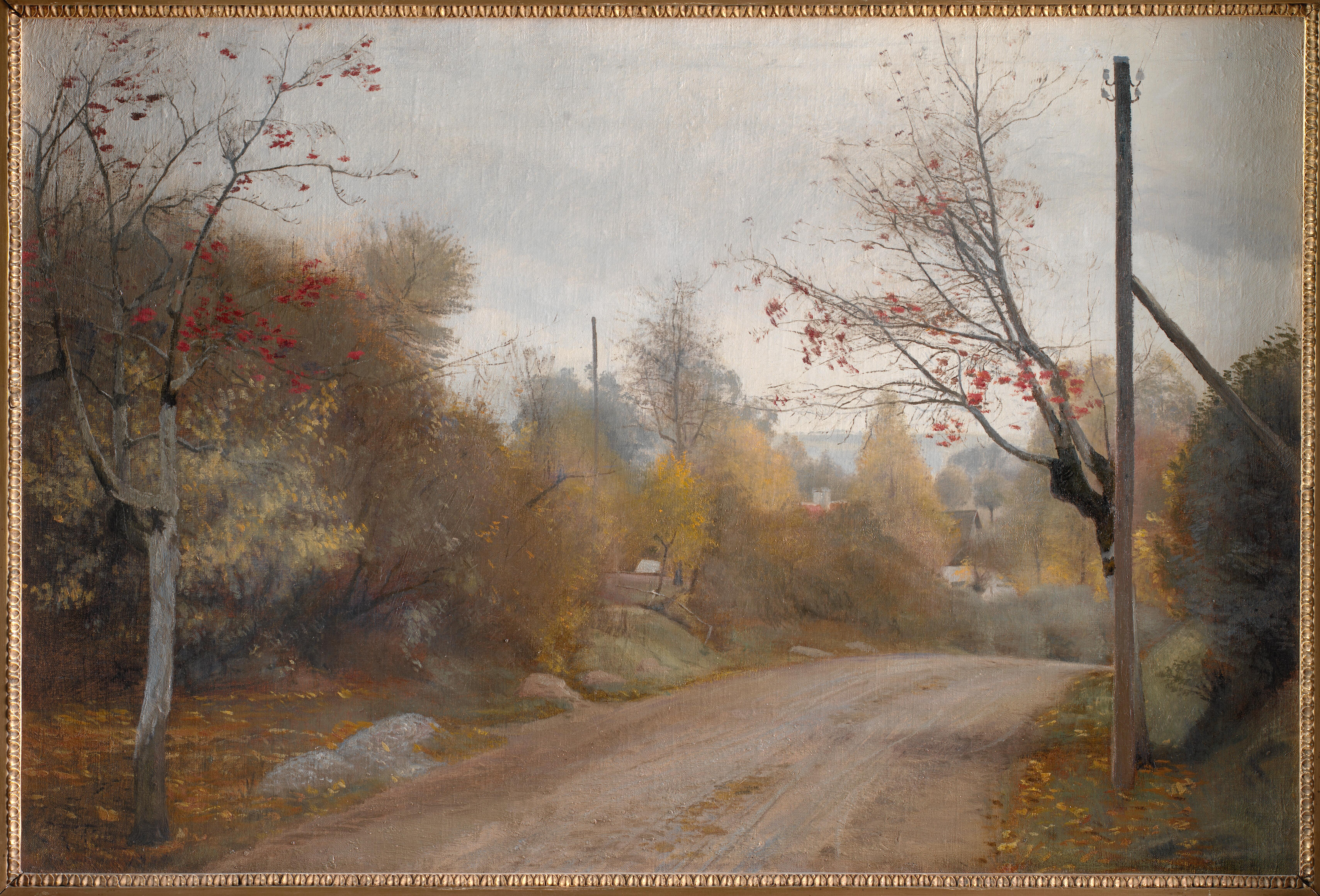
Route près de Maagenstrup (1888)
Ved frokostbordet og morgenaviserne [Au petit-déjeuner] (1898). L'épouse de Ring, Sigrid Kähler, est entourée de symboles indiquant son amour pour, comme les branches de myrte au-dessus de sa tête, un symbole d'Aphrodite selon les grecs anciens et utilisée au Danemark pour parer la fiancée lors de son mariage.
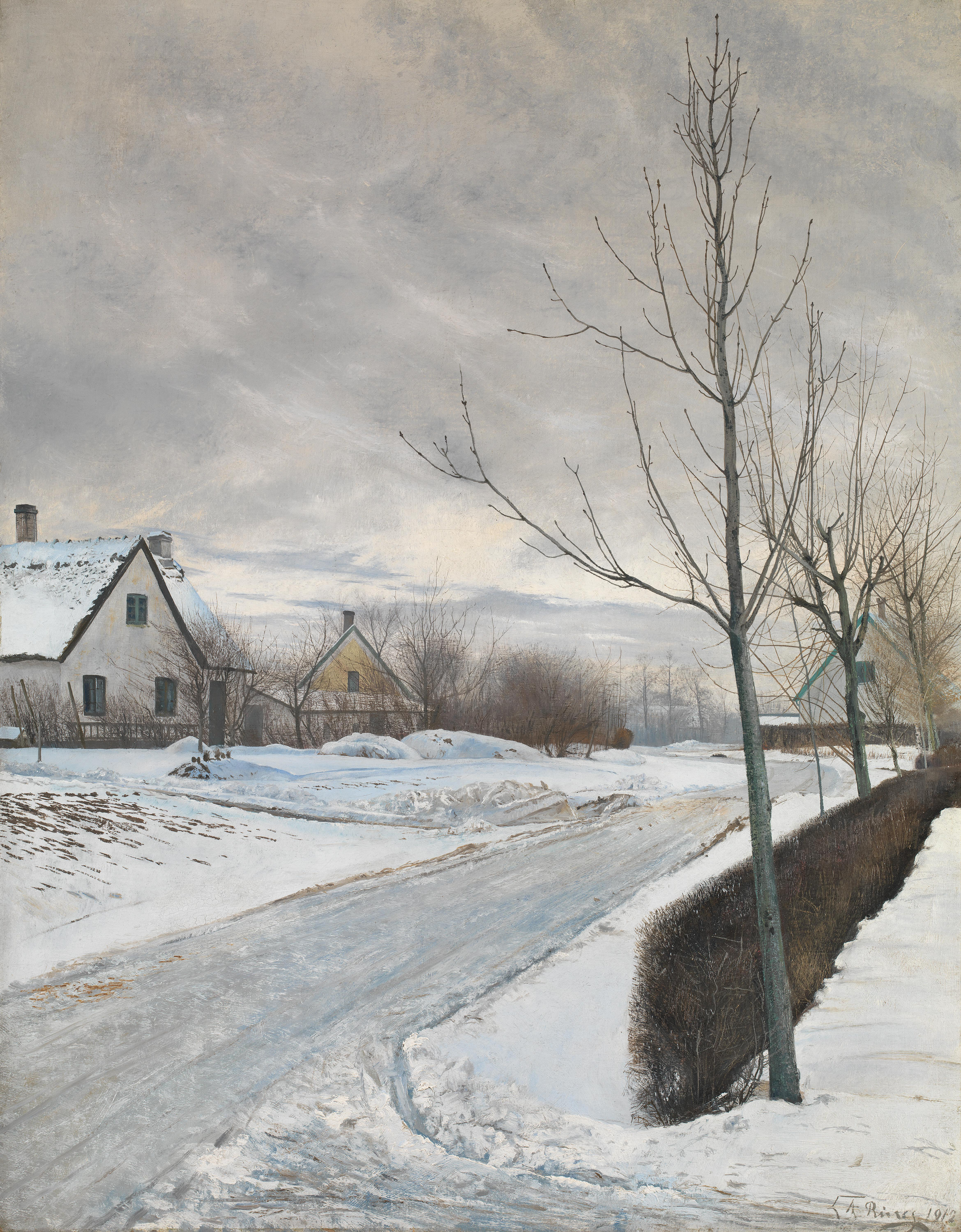
Route dans le village de Baldersbrønde (jour d'hiver). Laurits Andersen Ring, 1912.
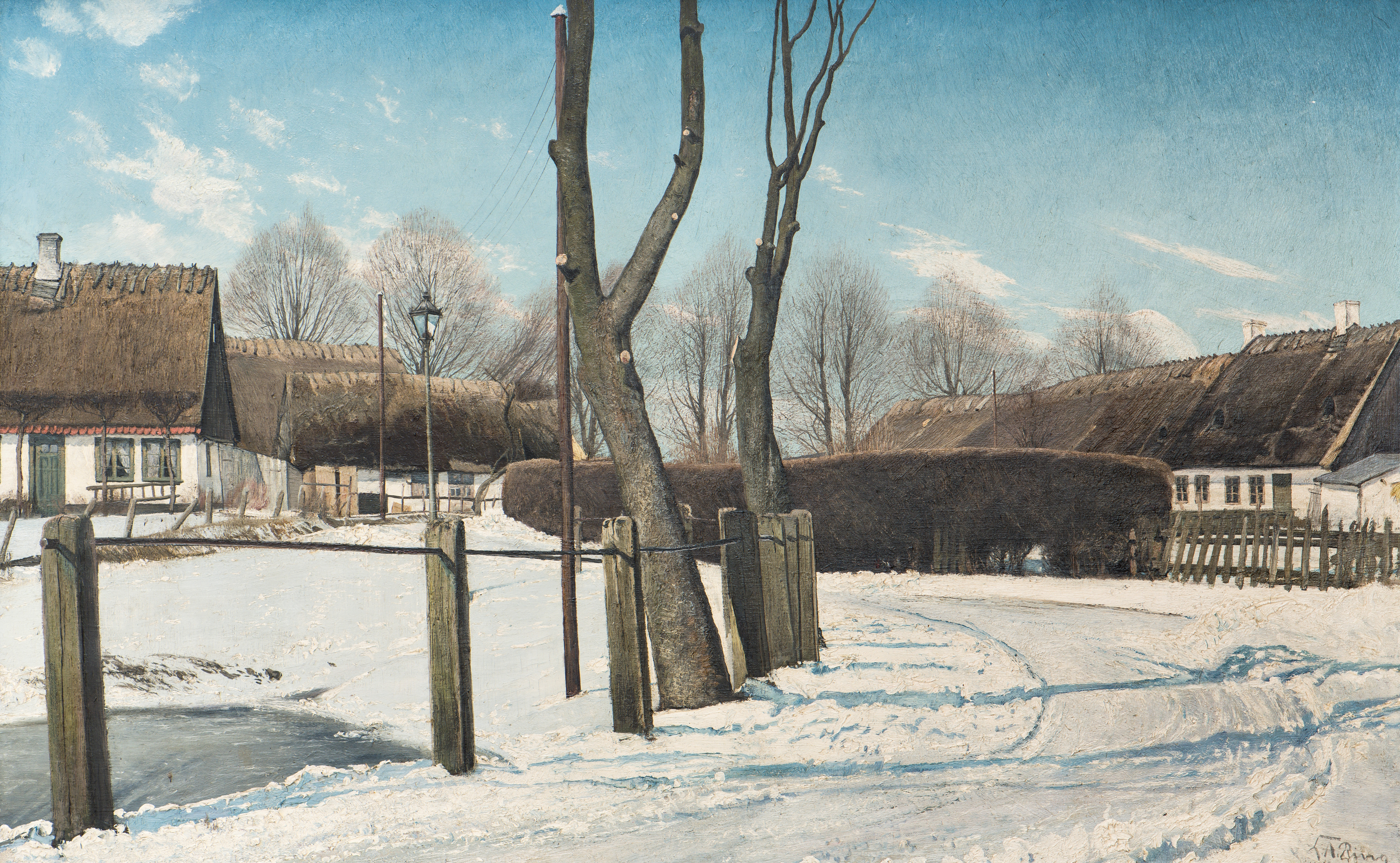
« Snebillede. Sankt Jørgensbjerg ».